# Scopula accessaria
Scopula accessaria är en fjärilsart som beskrevs av Herrich-Schäffer 1852. Scopula accessaria ingår i släktet Scopula och familjen mätare. Inga underarter finns listade.